# Genji monogatari
Genji Monogatari (源氏物語 Povestea lui Genji?) este un roman al scriitoarei japoneze Murasaki Shikibu, datând de la începutul secolului al XI-lea.
Romanul, care în traducere are peste 1.000 de pagini, și care are peste 400 de personaje, este în general considerat a fi primul roman scris în lume,primul roman psihologic și primul roman care rămâne încă considerat un clasic, mai ales în contextul literaturii japoneze.
Manuscrisul original, creat în vârful perioadei Heian, nu mai există. A fost realizată în stil „concertină” sau orihon : mai multe coli de hârtie lipite între ele și pliate alternativ într-o direcție apoi în cealaltă. Cele mai vechi texte care mai există sunt fragmentare și sunt din ultima parte a perioadei Heian (794-1185), primele texte complete datând din Evul Mediu japonez (sec. al XII-lea—sec. al XVI-lea). Cu toate că Murasaki Shikibu este considerată a fi autorul, faptul că nu există nici un manuscript holografiat și nici detalii despre autor, înseamnă că nu poate fi dat un răspuns neechivoc referitor la autor, dar pe baza lucrării Murasaki Shikibu Nikki („Jurnalul Murasaki Shikibu”) poate fi stabilit că cel puțin o parte din roman a fost scrisă de către Murasaki Shikibu. Din alt jurnal scris în acea perioadă, Sarashina Nikki, reisese că o lucrare cam de lungimea romanului Genji Monogatari era terminată și era mult citită prin anul 1025.
Lucrarea este o reprezentare unică a stilurilor de viață ale înalților curteni din perioada Heian. Este scrisă într-un limbaj arhaic și un stil poetic complex care îl fac ilizibil fără studiu de specialitate. Abia la începutul secolului al XX-lea, Genji a fost tradus în japoneză modernă de către poetul Akiko Yosano. Prima traducere în limba engleză a fost încercată în 1882 de Suematsu Kencho, dar a fost de proastă calitate și incompletă.
Lucrarea povestește viața lui Hikaru Genji, sau „Genji strălucitor”, care este fiul unui împărat japonez antic (cunoscut cititorilor drept Împăratul Kiritsubo) și al unei concubine de rang inferior numită simplu Consoarta lui Kiritsubo. Din motive politice, împăratul îl îndepărtează pe Genji din linia de succesiune, retrogradându-l la rang de plebeu, dându-i numele de familie Minamoto, iar el urmează o carieră ca ofițer imperial. Povestea se concentrează pe viața romantică a lui Genji și descrie obiceiurile societății aristocratice ale vremii.

## Context istoric
Murasaki scria la apogeul puterii clanului Fujiwara - Fujiwara no Michinaga era regentul și cea mai importantă figură politică a vremii sale. În consecință, se crede că Murasaki a bazat parțial personajul lui Genji prin experiența ei cu Michinaga.
Povestea lui Genji poate să fi fost scrisă capitol cu capitol în tranșe, deoarece Murasaki a livrat povestea femeilor aristocratice (doamnelor de serviciu). Are multe elemente găsite într-un roman modern: un personaj central și un număr foarte mare de personaje majore și minore, caracterizarea bine dezvoltată a tuturor actorilor majori, o secvență de evenimente care acoperă viața personajului central și nu numai. Nu există un complot specificat, dar se întâmplă evenimente și personajele pur și simplu îmbătrânesc. În ciuda unui dramatis personæ de aproximativ patru sute de personaje, menține consistența internă; de exemplu, toate personajele îmbătrânesc în pas și atât relațiile de familie, cât și relațiile feudale rămân intacte pe tot parcursul.
O complicație pentru cititorii și traducătorii Genji este că aproape niciunuia dintre personajele din textul original nu primește un nume explicit. Personajele sunt, în schimb, menționate prin funcția sau rolul lor (de exemplu, ministrul de stânga), un titlu onorific (de exemplu, Excelența Sa) sau relația lor cu alte personaje (de exemplu, Moștenitor aparent), care se schimbă pe măsură ce romanul progresează. Această lipsă de nume provine din manierele curții din epoca Heian, care ar fi făcut inacceptabil de familiară menționarea liberă a numelui unei persoane. Cititorii și traducătorii moderni au folosit diverse porecle pentru a ține evidența numeroaselor personaje.

## Paternitatea

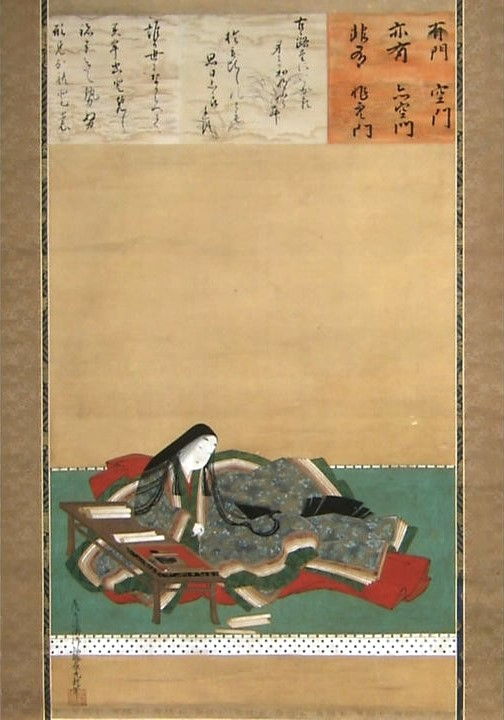
Murasaki Shikibu, ilustrație de Tosa Mitsuoki, care a creat o serie de ilustrații din Povestea lui Genji (secolul al XVII-lea)

Există o dezbatere cu privire la cât de mult din Genji a fost de fapt scris de Murasaki Shikibu. Dezbaterile asupra autorului romanului au durat de secole și este puțin probabil să fie soluționate dacă nu se face o descoperire majoră de arhivă.
Este în general acceptat că povestea a fost terminată în forma sa actuală până în 1021, când autorul Sarashina Nikki a scris o înregistrare în jurnal despre bucuria ei de a obține o copie completă a poveștii. Ea scrie că sunt peste 50 de capitole și menționează un personaj introdus la sfârșitul lucrării, așa că dacă alți autori în afară de Murasaki au lucrat la poveste, lucrarea a fost terminată foarte aproape de momentul scrierii ei. Jurnalul propriu al lui Murasaki include o referire la poveste și, într-adevăr, aplicarea numelui „Murasaki” într-o aluzie la personajul principal feminin. Această înregistrare confirmă faptul că o parte, dacă nu tot, jurnalul era disponibil în 1008, când dovezile interne sugerează în mod convingător că înregistrarea a fost scrisă. 
Se spune că Murasaki a scris personajul lui Genji pe baza ministrului de stânga în momentul în care se afla la curte. Alți traducători, precum Tyler, cred că personajul Murasaki no Ue, cu care Genji se căsătorește, se bazează pe Murasaki Shikibu însăși.
Yosano Akiko, primul autor care a făcut o traducere japoneză modernă a lui Genji, credea că Murasaki scrisese doar capitolele 1 până la 33 și că capitolele 35 până la 54 au fost scrise de fiica ei, Daini no Sanmi.  Alți savanți s-au îndoit, de asemenea, de paternitatea capitolelor 42 până la 54 (în special 44, care conține exemple rare de greșeli de continuitate).  Conform introducerii lui Royall Tyler la traducerea sa în engleză a lucrării, recent analiza computerizată a evidențiat discrepanțe de stil „semnificative din punct de vedere statistic” între capitolele 45–54 și restul, precum și între primele capitole. 

## Rezumat

Imagini din Muzeul Genji Monogatari din Uji

Una dintre doamnele de la Curtea Imperială, Kiritsubo no Koi, a devenit favorita numărul unu a Împăratului și i-a născut un copil, care a primit numele de Hikaru Genji (Genji cel Luminos). Kiritsubo provenea dintr-o familie foarte săracă, iar celelalte doamne o batjocoreau. Intrigile și invidia colegelor sale i-au provocat o moarte prematură. Băiatul a fost crescut în casa împăratului și a fost desemnat prinț moștenitor al tronului. El nu-și amintea deloc chipul mamei sale.
Când Genji era foarte tânăr, împăratul și-a găsit o noua nevastă, Fujitsubo no Nyogo, care semăna foarte mult cu fosta sa iubită, Kiritsubo no Koi. Deși Genji se apropie de aceasta cu o dragoste filială, pe parcurs, între cei doi se dezvoltă o dragoste nepermisă, ce conduce în final la nașterea unui copil nelegitim, viitorul împărat Reizei. Pe parcursul romanului, Genji se îndrăgostește pe rând de mai multe doamne, între care și de văduva fostului Prinț Regent, și de doamna Akashi, fiica unui aristocrat foarte bogat din Kyoto.
În perioada Heian, poligamia era destul de răspândită in rândurile aristocrației. El este forțat de fratele său mai mic să plece în exil unde își continuă aventurile amoroase. După ce fratele său abdică, fiul său devine împăratul Reizei care îl numește Ministru, iar Genji își recapătă puterea, gloria și influența politică.
El își construiește un palat în Kyoto, Rokujo in, unde își invită toate prietenele și se căsătorește pentru a doua oară cu cea de-a Treia Prințesă, care nu este alta decât fiica propriului sau frate, împăratul Suzaku, acum aflat pe patul de moarte. Genji a îmbătrânit și suporta cu greu certurile dintre doamne, mai ales că nu mai are energia din tinerețe. Cea de-a Treia Prințesă este sedusă de Kashiwagi, fiul celui mai bun prieten al lui Genji, și dă naștere lui Kaoru, care devine eroul ultimelor zece capitole, a căror acțiune se petrece în Uji.

### Kaoru în Uji
Kaoru se îndrăgostește de Oikimi, dar aceasta moare, și el se îndrăgostește imediat de Nakanokimi, sora ei mai mică, cu care Oikimi semăna foarte bine. Dar Nionomia o iubea de mai multă vreme, așa că acesta ajunge rivalul lui Kaoru. Kaoru este în actele oficiale fiul lui Hikaru Genji, dar tatăl său adevarat este Kashiwagi, care o violase pe mama lui Kaoru. Nionomia este nepotul lui Hikaru Genji.
Kaoru și Nionomia se luptă ca sa câștige dragostea lui Nakanokimi. Nionomia reușește să se căsătorească cu Nakanokimi, pentru că este nepotul lui Genji. Cea de-a treia soră a lui Nakanokimi și Oikimi, Ukifune, de la un al doilea tată, dar cu aceeași mamă, este cea mai tânără din familie. Kaoru se îndrăgostește mai apoi de Ukifune, iar Nionomia se îndrăgostește și el imediat de Ukifune.
Kaoru reușește de data aceasta să se însoare cu Ukifune, dar aceasta nu poate să se decidă pe care dintre ei să-l iubească asa că încearcă sa se sinucidă. Ukifune seamănă foarte mult cu Oikimi, sora ei cea mare, care a murit de foarte tânără. Ukifune nu moare, apele râului Uji o poartă până la o mănăstire budistă unde, cu ajutorul unui preot, Yokawa-no-sozu, se călugărește.

## Despre sfârșitul poveștii
Povestea are un final abrupt. Opiniile variază dacă acest lucru a fost intenționat de autor. Arthur Waley, care a făcut prima traducere în limba engleză a întregului roman Povestea lui Genji, a crezut că lucrarea așa cum o avem noi a fost terminată. Ivan Morris, autorul cărții The World of the Shining Prince, credea însă că nu este completă și că lipsesc capitolele ulterioare. Edward Seidensticker, care a făcut a doua traducere a Genji , a crezut că Murasaki Shikibu nu a avut o structură de poveste planificată cu un final ca atare, ci pur și simplu ar fi continuat să scrie cât de mult ar fi putut.

## Context literar

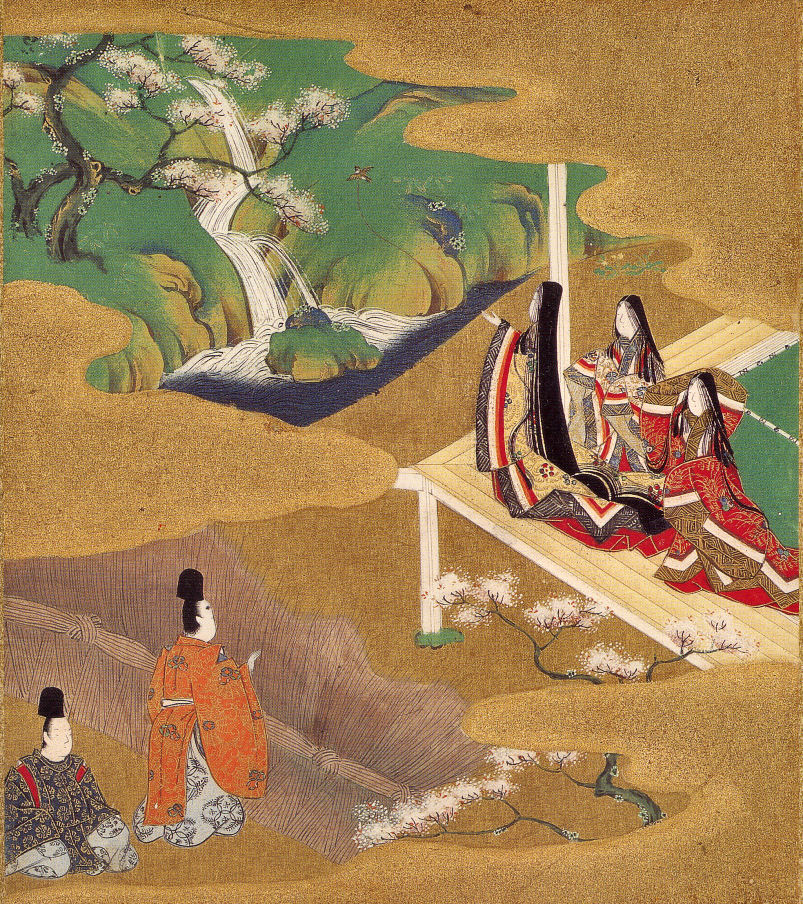
Capitolul 5 – Wakamurasaki (若紫, „Tânăra Murasaki”). Tosa Mitsuoki, 1617–91.

Deoarece a fost scrisă pentru a distra curtea japoneză din secolul al XI-lea, lucrarea prezintă multe dificultăți cititorilor moderni. În primul rând, limba lui Murasaki, japoneză de curte din perioada Heian, era cu multe flexiuni și avea o gramatică foarte complexă. O altă problemă este că numirea oamenilor era considerat un lucru nepoliticos în societatea curții Heian, așa că niciunul dintre personaje nu este numit în lucrare. În schimb, naratorul se referă la bărbați adesea după rangul sau statutul lor în viață, iar la femei adesea după culoarea îmbrăcămintei lor, sau după cuvintele folosite la o întâlnire sau după rangul unei rude proeminente de sex masculin. Rezultă astfel denumiri diferite pentru același personaj, în funcție de capitol.
Un alt aspect al limbii este importanța folosirii poeziei în conversații. Modificarea sau reformularea unui poem clasic în conformitate cu situația actuală era un comportament așteptat în viața curții Heian și adesea a servit pentru a comunica aluzii subțiri voalate. Poeziile din Genji sunt adesea în forma clasică japoneză tanka . Multe dintre poezii erau bine cunoscute publicului vizat, așa că de obicei sunt date doar primele câteva rânduri, iar cititorul trebuie să completeze singur gândul, lăsând restul – pe care cititorul ar fi de așteptat să-l cunoască – nespus.
Ca și în majoritatea literaturii Heian, Genji a fost probabil scris în mare parte (sau poate în întregime) în kana (scris fonetic japonez) și nu în kanji, deoarece a fost scris de o femeie pentru un public feminin. Scrierea în kanji era la acea vreme o activitate masculină. Femeile au fost în general discrete când foloseau kanji, limitându-se mai ales la cuvinte native japoneze (yamato kotoba).
În afară de vocabularul legat de politică și budism, Genji conține remarcabil de puține cuvinte împrumutate chinezești (kango ). Acest lucru are efectul de a oferi poveștii un flux foarte uniform. Cu toate acestea, introduce și confuzie: există o serie de omofone (cuvinte cu aceeași pronunție, dar cu sensuri diferite); iar pentru cititorii moderni contextul nu este întotdeauna suficient pentru a determina ce sens a fost intenționat.

## Structura

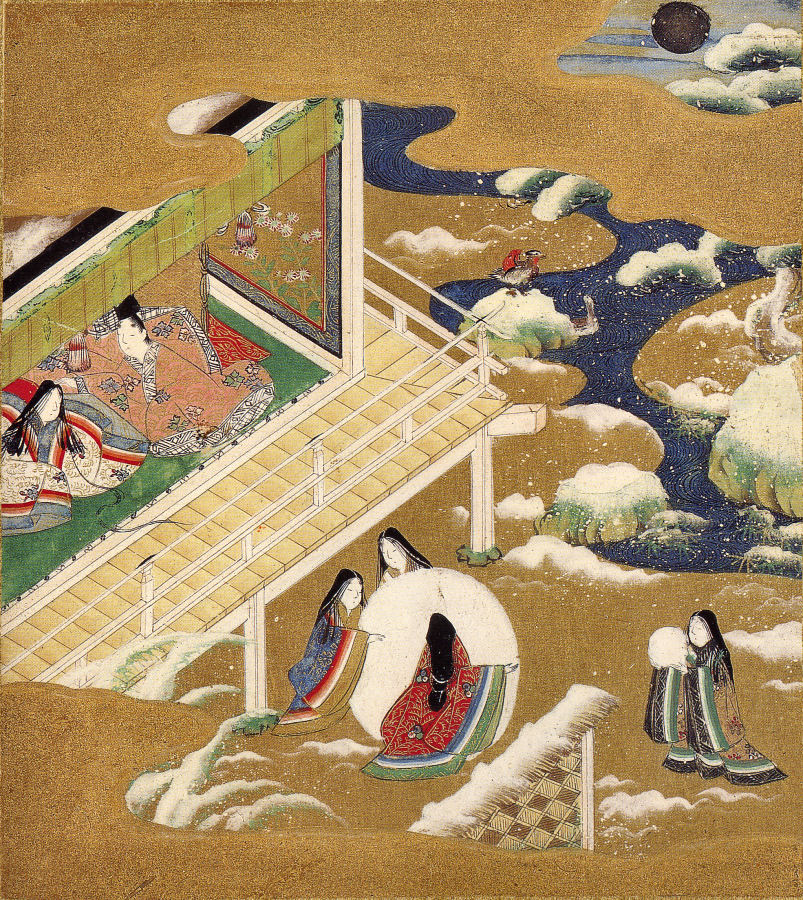
Capitolul 20 – Asagao (朝顔, „Clopopul albastru”). Tosa Mitsuoki

Romanul este împărțit în mod tradițional în trei părți, primele două tratând despre viața lui Genji și ultima cu primii ani a doi dintre descendenții proeminenți ai lui Genji, Niou și Kaoru. Există, de asemenea, câteva capitole scurte de tranziție care sunt de obicei grupate separat și ale căror paternități sunt uneori puse la îndoială.
1. Ascensiunea și căderea lui Genji
  1. Tinerețe, capitolele 1–33: Dragoste, dragoste și exil
  2. Succes și eșecuri, capitolele 34–41: Un gust de putere și moartea iubitei sale soții
2. Tranziția (capitolele 42–44): episoade foarte scurte după moartea lui Genji
3. Uji, capitolele 45–54: descendenții oficiali și secreți ai lui Genji, Niou și Kaoru

Al 54-lea și ultimul capitol, „Podul plutitor al viselor”, este uneori susținut de cercetătorii moderni ca fiind o parte separată de partea Uji. Pare să continue povestea din capitolele precedente, dar are un titlu de capitol neobișnuit de abstract. Este singurul capitol al cărui titlu nu are o referință clară în text, deși acest lucru se poate datora faptului că capitolul este neterminat. Această întrebare este îngreunată de faptul că nu știm exact când și-au dobândit capitolele titlurile.

## Manuscrise
Manuscrisul original scris de Murasaki Shikibu nu mai există. Între numeroasele exemplare, însumând în jur de 300 conform lui Ikeda Kikan, există diferențe. Se crede că Shikibu a revenit adesea și a editat manuscrise timpurii introducând discrepanțe cu copiile anterioare. 
Diferitele manuscrise sunt clasificate în trei categorii: 
- Kawachibon (河内本)
- Aobyōshibon (青表紙本)
- Beppon (別本)

În secolul al XIII-lea, au fost făcute două încercări majore ale lui Minamoto no Chikayuki și Fujiwara Teika de a edita și revizui diferitele manuscrise. Manuscrisul Chikayuki este cunoscut sub numele de Kawachibon ; multe editări au început în 1236 și s-au finalizat în 1255. Manuscrisul Teika este cunoscut sub numele de Aobyōshibon ; editările sale sunt mai conservatoare și gândite să reprezinte mai bine originalul. Aceste două manuscrise au fost folosite ca bază pentru multe copii viitoare.
Categoria Beppon reprezintă toate celelalte manuscrise care nu aparțin nici lui Kawachibon, nici lui Aobyōshibon. Aceasta include manuscrise mai vechi, dar incomplete, manuscrise mixte derivate atât din Kawachibon, cât și din Aobyōshibon și comentarii.
La 10 martie 2008, a fost anunțat că un manuscris din perioada Kamakura târzie (1192–1333) a fost găsit în Kyoto,  care conținea al șaselea capitol, Suetsumuhana ; manuscrisul avea 65 de pagini. Cele mai multe manuscrise rămase se bazează pe copii ale manuscrisului Teika care au introdus revizuiri în original; acest manuscris, totuși, aparține unei filiații diferite și nu a fost influențat de Teika. Profesorul Yamamoto Tokurō, care a examinat manuscrisul, a spus: „Aceasta este o descoperire prețioasă, deoarece manuscrisele Kamakura sunt atât de rare”. Profesorul Katō Yōsuke a spus: „Aceasta este o descoperire importantă, deoarece afirmă că manuscrise non-Teika au fost citite în perioada Kamakura”.
Pe 29 octombrie 2008, Universitatea pentru Femei din Konan a anunțat că a fost găsit un manuscris de la mijlocul perioadei Kamakura,  care conținea capitolul 32, Umegae . Manuscrisul a fost recunoscut ca cea mai veche copie existentă a acestui capitol, datând între 1240 și 1280. Manuscrisul, considerat a fi din categoria Beppon , are 74 de pagini și diferă de manuscrisele Aobyōshi în cel puțin patru locuri, ridicând „ posibilitatea ca conținutul să fie mai aproape de manuscrisul original nedescoperit Murasaki Shikibu”. 
Pe 9 octombrie 2019, a fost anunțat că o copie originală a lui Teika Aobyōshibon a fost găsită la Tokyo, la casa actualului șef al clanului Okochi-Matsudaira , care conducea Domeniul Yoshida. Manuscrisul este al 5-lea capitol, Wakamurasaki (若紫) și este cea mai veche versiune a capitolului. Cerneala albastră obișnuită în manuscrisul lui Teika și analiza scrisului de mână a confirmat că manuscrisul a fost scris de Teika, făcându-l printre cele 5 versiuni originale ale Aobyōshibon despre care se știe că există. 

## Recepție și influență
Povestea lui Genji este o lucrare importantă a literaturii japoneze, iar autori moderni au citat-o ca sursă de inspirație, cum ar fi Jorge Luis Borges care a spus despre ea: „ Povestea lui Genji , după cum a fost tradus de Arthur Waley , este scrisă cu o naturalețe aproape miraculoasă. , iar ceea ce ne interesează nu este exotismul—cuvântul oribil—ci mai degrabă pasiunile umane ale romanului. Un astfel de interes este just: opera lui Murasaki este ceea ce s-ar numi destul de precis un roman psihologic ... Îndrăznesc să recomand această carte celor care mă citesc. Traducerea în engleză care a inspirat această scurtă notă insuficientă se numește Povestea lui Genji ”. Este remarcat pentru consistența sa internă, reprezentarea psihologică și caracterizarea. Romancierul Yasunari Kawabata a spus în discursul său de acceptare a Premiului Nobel : „ Povestea lui Genji în special este cel mai înalt vârf al literaturii japoneze. Nici până în zilele noastre nu a existat nicio ficțiune care să poată compara cu ea”.

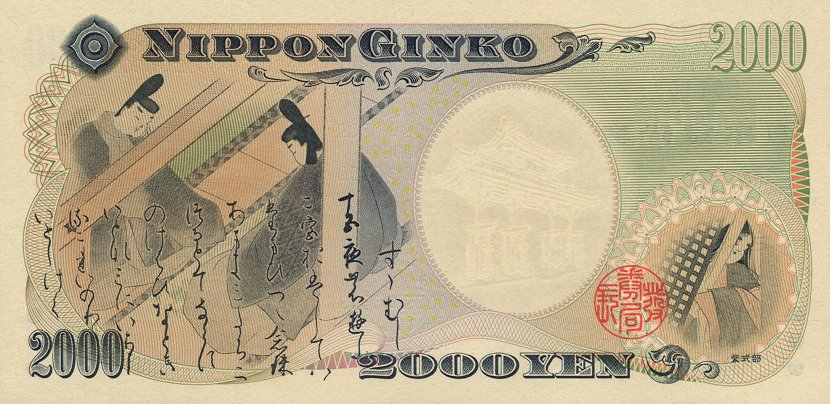
Bancnotă de 2000 de yeni cu Povestea lui Genji și Murasaki Shikibu în colțul din dreapta

Genji este adesea menționat ca „primul roman”,  deși există o dezbatere considerabilă asupra acestui lucru ; alte texte care preced Genji , cum ar fi sanscrita Kādambari din secolul al VII-lea , sau romanele grecești și romane din antichitatea clasică, cum ar fi Daphnis și Chloe și Satyricon, sunt considerate romane și există o dezbatere cu privire dacă Genji poate fi chiar considerat un „roman”. Unii iau în considerare perspicacitatea psihologică, complexitatea și unitatea lucrării pentru a o califica pentru statutul de „roman”, în același timp, descalificând lucrările anterioare de ficțiune în proză.  Alții văd aceste argumente ca subiective și neconvingătoare.
Afirmații înrudite, probabil în încercarea de a ocoli aceste dezbateri, sunt că Genji este „primul roman psihologic” sau „ roman istoric ”,  „primul roman considerat încă a fi un clasic” sau alți termeni mai calificați. Cu toate acestea, criticii au descris aproape în mod constant Povestea lui Genji ca fiind cel mai vechi, primul și/sau cel mai mare roman din literatura japoneză,  deși susținătorii entuziaști ar fi putut neglija ulterior categoria de calificare a „în literatura japoneză”, conducând la dezbaterile despre locul cărții în literatura mondială. Chiar și în Japonia, Povestea lui Genji nu este universal acceptată; mai puțin cunoscutul Ochikubo Monogataria fost propus drept „primul roman de lungă durată din lume”, chiar dacă autorul său este necunoscut.  În ciuda acestor dezbateri, Povestea lui Genji se bucură de un solid respect în rândul operelor de literatură, iar influența sa asupra literaturii japoneze a fost comparată cu cea a operei lui Philip Sidney Arcadia asupra literaturii engleze. 
Romanul și alte lucrări ale Lady Murasaki sunt materiale de lectură de bază în programele școlilor japoneze. Banca Japoniei a emis bancnota de 2000 de yeni în onoarea ei, prezentând o scenă din romanul bazat pe pergamentul ilustrat din secolul al XII-lea. Întrucât o înregistrare din 1 noiembrie 1008 în Jurnalul doamnei Murasaki este cea mai veche dată la care a apărut o referire la Povestea lui Genji , 1 noiembrie a fost desemnată ca zi oficială pentru celebrarea clasicilor japonezi. Conform Act on Classics Day, „clasicurile” care sunt onorate nu includ doar literatura, ci cuprind o gamă largă de arte, cum ar fi muzica, arta, artele spectacolului tradițional, divertismentul, arta stilului de viață, inclusiv ceremonia ceaiului și aranjamentele florale și alte produse culturale. 
Numele capitolelor au devenit un element central într-un joc bazat pe tămâie numit Genjikō, parte din practica mai largă a Monkō , populară în rândul nobilimii. În Genjikō, jucătorii trebuie să se potrivească cu parfumurile unei serii de cinci mostre de tămâie fără să li se spună numele respectivelor mostre. Fiecare combinație posibilă a fost asociată unui simbol, numit genji-mon , care reprezenta un capitol din poveste. 

## Genji și literatura română
Genji Monogatari este o narațiune la persoana a treia care nu are un sfârșit, e o operă deschisă, în termenii semioticii lui Umberto Eco, mai bine spus o operă neterminată. Ea a fost tradusă în limba română în perioada interbelică de scriitoarea română Henriette Yvonne Stahl, care a folosit un intermediar franțuzesc, dar traducerea ei a ajuns doar la jumătatea poveștii.
Restul textului își așteaptă încă traducătorul din limba japoneză, deși operațiunea de traducere e destul de dificilă, narațiunea fiind scrisă în japoneza vorbită acum o mie de ani, in Kyoto. Ea a fost retradusă în limba japoneză modernă de Enji Fumiko, Tanabe Seiko, Setouchi Gyakusho și de mulți alți profesori specializați în Genji Monogatari.
Când, în perioada interbelică, romanul a fost tradus în limba franceză și engleză, a produs un veritabil șoc in lumea occidentală astfel încât Murasaki Shikibu a fost considerată o precursoare a literaturii moderne feministe.
Stilul narațiunii este extrem de actual și, în ciuda barierei lingvistice, omul modern este fascinat de bogăția acestei intrigi, pornind de la principiul budist al reîncarnării. Universul social este dublat de lumea foarte convențională de la curtea din Kyoto (pe atunci capitala imperiului), din epoca Heian, unde legile etichetei erau foarte constrângătoare. Rafinamentul acestei epoci nu va mai fi niciodată egalat în epocile următoare din istoria Japoniei.